# Музыка Чехии

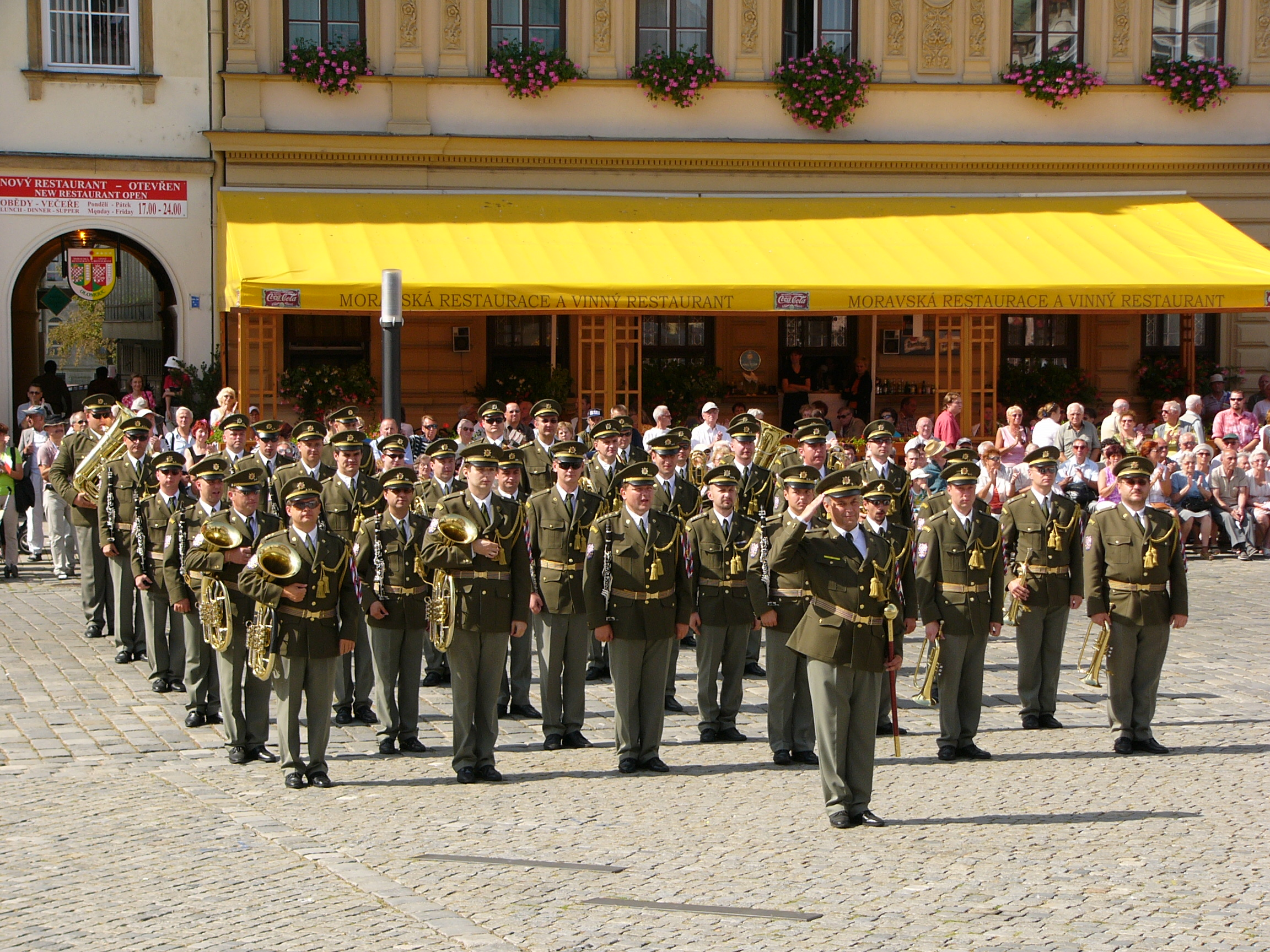
Военный оркестр в Чехии

Музыкальная культура чешского народа черпает свои истоки в глубокой древности, о чём свидетельствуют археологические находки на чешских землях, среди которых найдены предметы, служившие первобытному человеку в качестве элементарных музыкальных инструментов. 
На чешском языке музыкальное искусство называется «Гудба»; это слово происходит от праславянского «гудеть» — «играть» (на музыкальном инструменте).

## Истоки
В IX веке просветители Кирилл и Мефодий ввели на чешских землях старославянскую литургию. Хотя в XI веке она была вытеснена латинской, старославянские духовные песни сохранились в чешской музыке, в частности это «Hospodine, pomiluj ny!» и «Svatý Václave». Чешские летописцы, в частности Косма, упоминают и светскую народную песню и профессиональных музыкантов, в частности менестрелей, приезжавших в Чехию из соседней Германии.
В 10-13 веках с принятием католицизма утверждаются католические песнопения. Известным памятником 13 века является «Пражский тропарь» — рукописный сборник песен, включающий тропы, музыкальный материал которых связан с народным творчеством.
С 12 века были популярны массовые, т. н. рождественские и пасхальные действа, ставшие впоследствии основой средневековых драм; в них наряду с низшим духовенством принимали участие студенты и представители народа, что способствовало проникновению в эти действа народных обрядов и обычаев. 
Одновременно развивались светские жанры чешской музыки. Среди композиторов-исполнителей 12 века — Добржата (служил у князя Владислава I) и Коята (служил при дворе князя Собеслава II).

## Новое время
В эпоху Возрождения церковные песнопения сопровождались игрой на органе; самый известный из органов был установлен в соборе святого Вита в Праге. Император Фердинанд I (1526—1564) основал первую в Чехии придворную капеллу, которая впоследствии включила также оркестр. По её примеру в XVI—XVII веках придворные капеллы были созданы в различных городах Чехии.
В противовес католической музыке, гуситы вызвали к жизни особый жанр народной музыки — гуситские песни, духовные песнопения, исполнявшиеся без сопровождения на чешском языке.
Адам Михно с Отрадовиц вошёл в историю как автор сборников «Чешская Мариинская музыка» (1647 г.) и «Священная музыка» (1661 г.), также он является автором известной песни «Chtíc, aby spal». Более поздними известными представителями чешского барокко считаются Дисмас Зеленка и Богуслав Матей Черногорский. Среди самых известных композиторов классической эпохи — Ян Вацлав Антонин Стамиц, Йозеф Мисливечек.

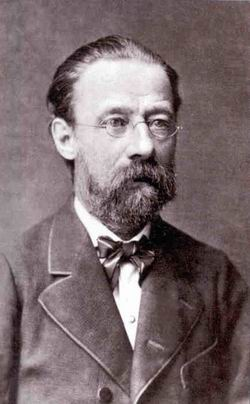
Бедржих Сметана

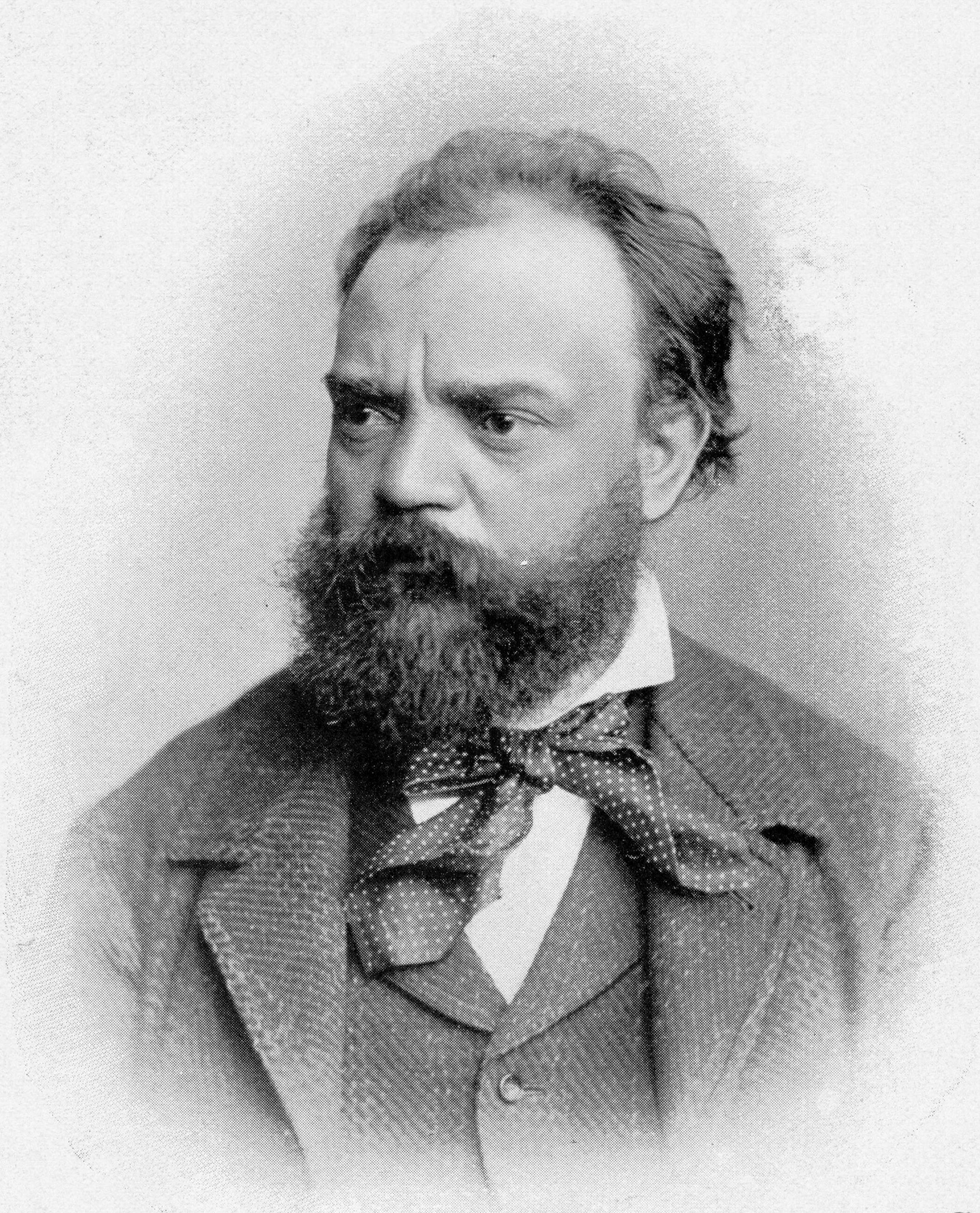
Антонин Дворжак

Параллельно в Чехии развивается оперное искусство. Первый оперный спектакль в Чехии предположительно был дан в 1627 году по случаю коронации Фердинанда II. С этого времени в Праге и Брно постоянно гастролировали итальянские оперные труппы, а в 1724 граф Шпорк открыл первый чешский оперный театр в своём замке Кукса. 
В 1811 году в Праге,  по инициативе дворянства, была открыта консерватория.
В эпоху романтизма Чехия, как и соседние страны, переживает эпоху становления национального возрождения и становления профессионального искусства. Учредителями чешской композиторской школы считаются Бедржих Сметана, и Антонин Дворжак, преподававший в Пражской консерватории в конце XIX века. В 1888 году в Праге был открыт оперный театр.
Чешская музыка начала XX века представлена творчеством Йозефа Богуслава Фёрстера, Витезслава Новака и Леоша Яначека. Провозглашение независимости Чехословакии в 1918 году способствовало подъёму национальной культуры, появились чешские музыкальные издательства и звукозаписывающее производство. 
Начиная с 1923 года, музыку в Чехословакии стали передавать по радио. 
Возникали новые концертные и оперные сцены. 
Середину XX века представляют такие композиторы, как Богуслав Мартину (жил и работал преимущественно за границей), Алоис Хаба, Павел Боржковец, Иша Крейчи, Ярослав Ежек, Эрвин Шульгоф и другие.
В чешской музыке 2-й половины XX века выделились композиторы Франтишек Хаун, Сватоплук Гавелка, Вацлав Кучера, Петр Эбен, Цтирад Когоутек (также видный музыковед), Любош Фишер (Luboš Fišer, в т.ч. автор музыки к 300 фильмам), Милош Штедронь. Среди чешских композиторов послевоенного поколения — Иван Курц (р. 1947), Ян Йирасек (р. 1955), Лукаш Хурник (р. 1967), Мирослав Срнка (Srnka; р. 1976). 
В послевоенные годы с установлением коммунистического режима чешская музыкальная культура находилась под идеологическим давлением, что замедляло развитие музыкального искусства. Некоторое послабление идеологии наблюдалось в 1960-е годы, однако после подавления «Пражской весны» советскими войсками, жесткий контроль был восстановлен. Несмотря на это, современные музыкальные течения жили в чешском подполье, как например воодушевлённый американской культурой чешский блюграсс. Также идеологическая доктрина почти не коснулась джазовой музыки — с 1964 года в Праге ежегодно проводится международный джазовый фестиваль.
Популярная музыка
- Карел Готт
- Карел Свобода.

## Современность
Сегодня в Чехии действует 11 оперных театров, несколько филармоний (в частности, в Праге, Брно и Оломоуце). 
Среди ведущих оркестров — Оркестр чешской филармонии и Оркестр чешского радио. 
Среди высших учебных заведений музыкального профиля — Пражская консерватория, Пражская академия музыкальных искусств и Академия музыки имени Яначека в Брно.
В Чехии проводятся такие известные международные музыкальные фестивали, как "Пражская весна", "Международный джазовый фестиваль", ежегодные фестивали экстремальной (тяжелой) музыки Obscene Extreme, Brutal Assault, Masters Of Rock.